# 페테르 게오르그 방
페테르 게오르그 방(덴마크어: Peter Georg Bang, 1797년 10월 7일~1861년 4월 2일)는 덴마크의 정치인이다. 덴마크 내무부 장관 (1848년 11월 16일~1849년 9월 21일, 1852년 1월 27일~1853년 4월 21일, 1854년 12월 12일~1856년 2월 18일), 덴마크 문화부 장관 (1851년 12월 7일~1852년 6월 3일)을 역임했으며 1854년 12월 12일부터 1856년 10월 18일까지 제4대 덴마크의 총리를 역임했다.